# جاي روبرت ثومسون
جاي روبرت ثومسون (بالإنجليزية: Jay Robert Thomson) (و. 1986  م) هو راكب دراجة هوائية جنوب أفريقي، شارك في طواف إسبانيا، وطواف إسبانيا 2014، وطواف فرنسا 2018.

## سباقات أو مراحل فاز بها
| التاريخ        | السباق                                              | المركز                  |
| -------------- | --------------------------------------------------- | ----------------------- |
| 01 يناير 2006  | Powerade Dome 2 Dome Cycling Spectacular 2006       | المركز الثالث           |
| 09 نوفمبر 2007 | 2007 African Road Cycling Championships Men ITT     | المركز الثاني           |
| 11 نوفمبر 2007 | 2007 African Road Cycling Championships Men RR      | المركز الثالث           |
| 01 يناير 2008  | طواف إفريقيا للدراجات 2007–08                       | المركز الثاني           |
| 17 فبراير 2008 | طواف مصر 2008                                       | الفائز في التصنيف العام |
| 07 نوفمبر 2008 | 2008 African Road Cycling Championships Men U23 ITT | الفائز في التصنيف العام |
| 07 نوفمبر 2008 | 2008 African Road Cycling Championships Men ITT     | الفائز في التصنيف العام |
| 05 مارس 2009   | Giro del Capo 2009                                  | المركز الثاني           |
| 06 نوفمبر 2009 | 2009 African Road Cycling Championships Men ITT     | الفائز في التصنيف العام |
| 08 نوفمبر 2009 | 2009 African Road Cycling Championships Men RR      | المركز الثاني           |
| 31 يناير 2010  | طواف نيوزيلندا الكلاسيكي 2010                       | المركز الثالث           |
| 09 نوفمبر 2012 | 2012 African Road Cycling Championships Men ITT     | المركز الثالث           |
| 11 نوفمبر 2012 | 2012 African Road Cycling Championships Men RR      | المركز الثاني           |
| 14 فبراير 2015 | 2015 African Road Cycling Championships Men RR      | المركز الثاني           |

## روابط خارجية
- جاي روبرت ثومسون على موقع الاتحاد الدولي للدراجات (الإنجليزية)
- جاي روبرت ثومسون على موقع أرشيف الدراجات (الإنجليزية)
- جاي روبرت ثومسون على موقع إحصائيات الدراجات الإحترافية (الإنجليزية)
- جاي روبرت ثومسون على موقع نسبة الدراجات (الإنجليزية)
- جاي روبرت ثومسون على موقع CycleBase (الإنجليزية)
- جاي روبرت ثومسون على موقع اتحاد ألعاب الكومنولث (مؤرشف) (الإنجليزية)